# آرامگاه باباشیخ
آرامگاه باباشیخ مربوط به سده‌های متاخر دوران‌های تاریخی پس از اسلام است و در شهرستان دالاهو، بخش مرکز ی، دهستان بان زرده، ۴۳۰ متری شمال شرقی روستای شالان واقع شده و این اثر در تاریخ ۲۷ اسفند ۱۳۸۶ با شمارهٔ ثبت ۲۲۴۰۶ به‌عنوان یکی از آثار ملی ایران به ثبت رسیده است.